# Rijperkerkstervaart
De Rijperkerkstervaart (Fries en officieel: Ryptsjerkster Feart) is een kanaal in de gemeente Tietjerksteradeel in de Nederlandse provincie Friesland.
De vaart begint ten noorden van Hardegarijp en de N355 bij de sluis in de Oosterdijk, waar de Muizenried in oostelijke richting loopt. De Rijperkerkstervaart loopt in westelijke richting door het dorp Rijperkerk langs de Ypeymolen naar het meer Groote Wielen. De vaart heeft een lengte van 3,5 kilometer.

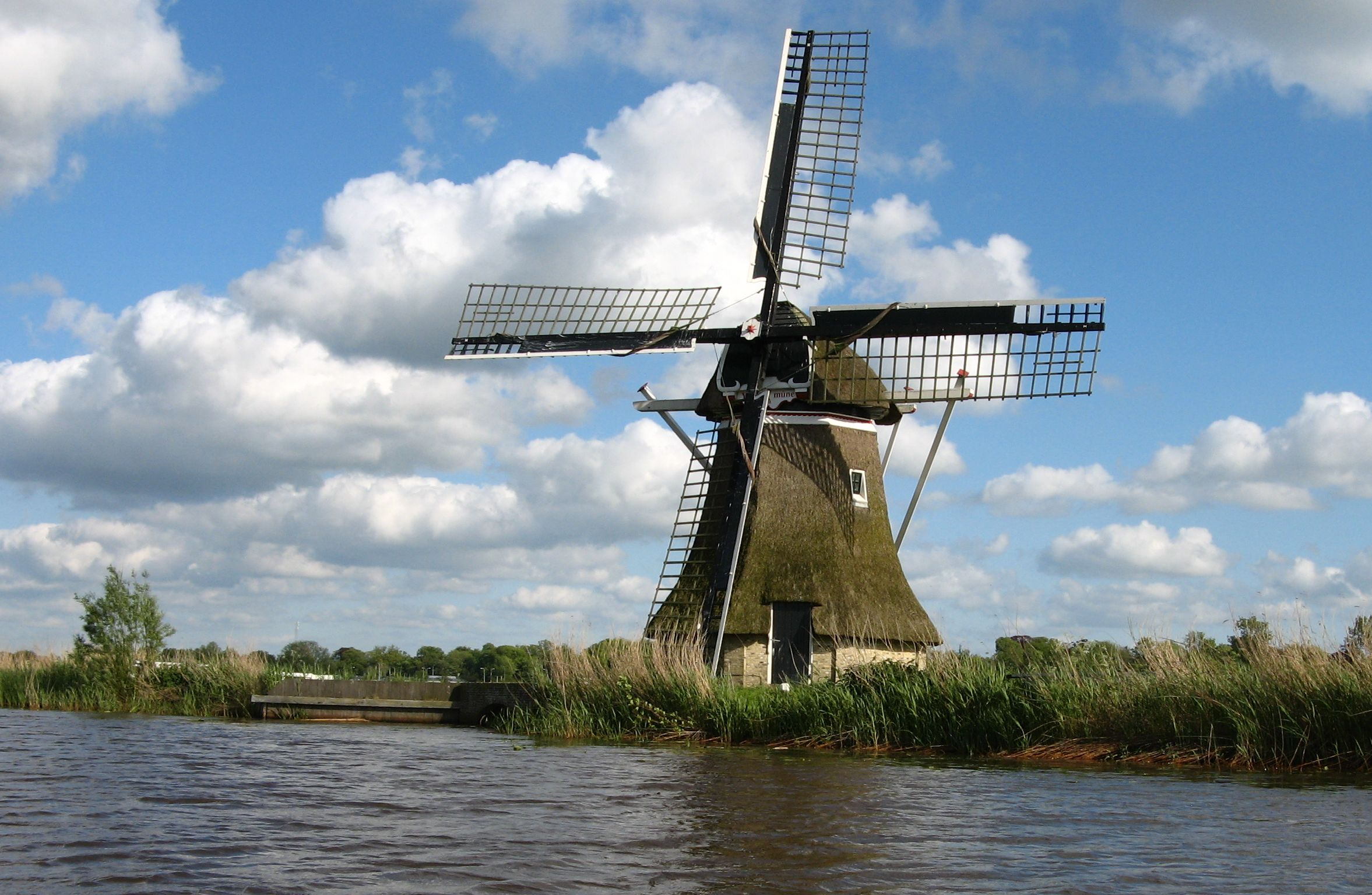
De Ypeymolen bij de vaart
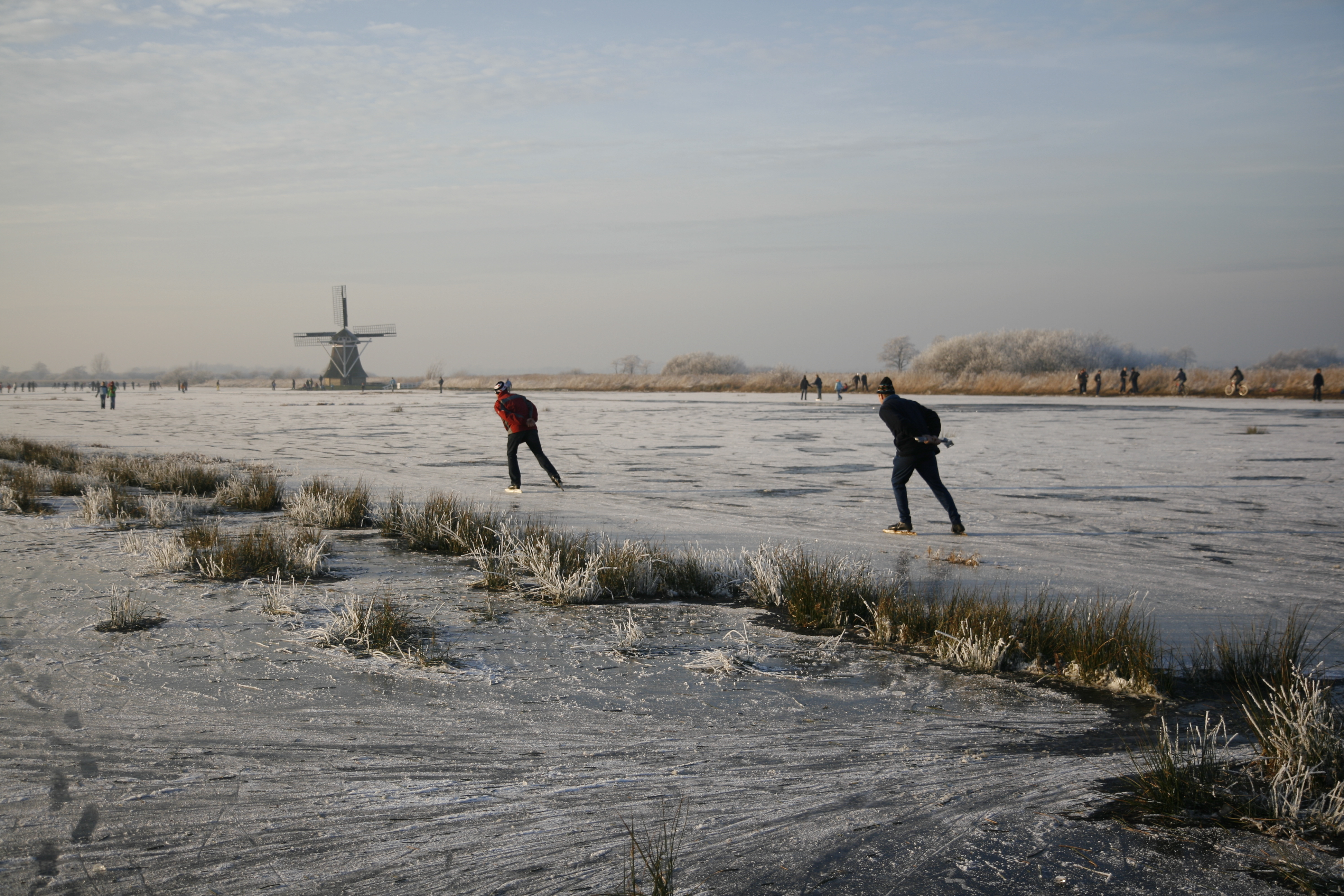
Schaatsen op de Rijperkerkstervaart in 2007